# Ivan Cankar
Ivan Cankar (ur. 10 maja 1876 we Vrhnice, zm. 11 grudnia 1918 w Lublanie) – słoweński pisarz, przedstawiciel słoweńskiego ruchu modernistycznego.

## Życiorys
Pochodził z ubogiej i wielodzietnej rodziny rzemieślniczej. Urodził się we Vrhnice pod Lublaną jako ósme dziecko w rodzinie. Wychowała go przede wszystkim matka. Ojciec zarabiał na chleb pracując jako krawiec. Zabrakło jednak dla niego pracy i zakończył produkcję, kiedy w Vrhnice powstał sklep z odzieżą. Wtedy opuścił rodzinę i wyjechał w poszukiwaniu pracy do Bośni. W roku 1882 Cankar został przyjęty do szkoły podstawowej. W 1888 roku zapisał się do szkoły technicznej w Lublanie zwanej lublańską realką (ljubljanska realka). Mieszkał ze swoim kuzynem Šimnem, ale później z powodu braku pieniędzy wyprowadził się i poszukał tańszego mieszkania. w czasie wakacji od czasu do czasu udawał się do Puli, gdzie miał krewnych. Skończył w Lublanie realne gimnazjum i po maturze wyjechał do Wiednia na studia politechniczne. Chciał studiować architekturę, ale szybko się rozmyślił i zmienił kierunek na slawistykę. W roku 1897 przeprowadził się do Puli, gdzie zmarła jego matka. Po pewnym czasie wrócił do Wiednia, gdzie przebywał do 1909 roku. Trudne warunki materialne z jednej strony, z drugiej zainteresowania literackie przeszkodziły mu w ukończeniu studiów. Pozostał wyłącznie pisarzem i jedynie literatura stanowiła źródło jego utrzymania. Po opuszczeniu Wiednia mieszkał w Sarajewie, gdzie mieszkał u brata-księdza. Później ostatecznie przeniósł się do Lublany. 12 maja 1913 roku miał w Ratuszu w Lublanie wykład pt. „Słoweńcy w Jugosławii”, po którym został aresztowany z powodu wypowiedzi broniących Związku Jugosłowiańskiego. W następnym roku był ponownie aresztowany z powodu jego domniemanej sympatii do Serbów. Został on osadzony w więzieniu na zamku w Lublanie, ale szybko został stamtąd wypuszczony. W lecie 1918 roku przez pewien czas przebywał nad jeziorem Bled w Słowenii. Końcem października bardzo dotkliwie potłukł się podczas upadku ze schodów. Zmarł w Lublanie. Pogrzeb odbył się na cmentarzu Žale w Lublanie, gdzie spoczywają także: Josip Murn, Dragotin Kette i Oton Župančič.

## Twórczość
Zaczął pisać jeszcze w gimnazjum pod silnym wpływem Antona Aškerca. Swoje wiersze publikował w Ogródku (Vrtcu) i Dzwonie Lublany (Ljubljanski zvon). Na samym początku pisał wiersze realistyczne, później zmienił kierunek twórczości na noworomantyzm. Entuzjazmował się dekadentyzmem i symbolizmem, ale wkrótce znalazł swą własną, oryginalną drogę. Pierwszymi wartościowymi utworami Cankara były wiersze i szkice liryczne. W czasie gdy przebywał w Wiedniu działał w kole literackim słoweńskich studentów, którego członkami byli także m.in. Oton Župančič, Fran Govekar i Fran Eller.
Pierwszy tomik jego wierszy pt. Erotyka (Erotika) wywołał ataki ze strony konserwatystów. Ukazanie się Erotyki Cankara i Pucharu upojenia (Čaša opojnosti) Župančiča w 1899 uznawane jest za początek słoweńskiej moderny. Jednak nieprzychylne nastroje co do tomiku Cankara sprawiły, że ówczesny arcybiskup Anton Bonavetura rozkazał wykupić cały nakład książki i spalić. Nie miało to jednak większych skutków, gdyż już w roku 1902 ukazało się jej drugie wydanie.
Wkrótce jednak Cankar zrezygnował z poezji i zajął się wyłącznie prozą. W okresie przeszło dwudziestoletnim wydał bardzo wiele książek. Materiał do swoich dzieł czerpał z życia mieszczan i chłopów, z życia proletariatu oraz inteligencji słoweńskiej. Przedstawiał w nich proces przenikania kapitalizmu do ziem słoweńskich. W specyficzny sposób ilustrował walkę między liberałami a konserwatystami, socjalizm słoweński, walkę organizacji i grup kulturalnych o wpływy na wsi. Później stał się ideologicznym przeciwnikiem zarówno klerykałów, jak i liberałów. W roku 1901 ukazała się jego satyra Za dobrobyt narodu (Za narodov blagor), w której jest również mowa o sytuacji politycznej w całej Słowiaszczyźnie. W roku 1902 ukazała się powieść Na klancu, która jest najobszerniejszym dziełem pisarza. W 1904 roku wydane zostały dwie powieści Cankara: Gospa Judit (Pani Judyta) i Hiša Marije Pomočnice (Dom Maryi Wspomożycielki). Najbardziej znaną powieścią pisarza jest jednak Hlapec Jernej in njegova pravica ( Sługa Jernej i jego sprawiedliwość), która ukazała się w roku 1907 jako przedwyborcza kampania Cankara na rzecz Jugosłowiańskiej Partii Socjaldemokratycznej. Fabuła książki symbolicznie przedstawia wojnę uciemiężonej klasy robotniczej z wyzyskującym panem. W 1914 roku w Słowianinie zaczęły się ukazywać opowiadania Cankara z motywami wspomnień z młodości, które jednak zostały wydane już po śmierci pisarza w roku 1920 pt. Moja mladost (Moja młodość). Na twórczość Ivana Cankara, tak jak na innych europejskich poetów tego czasu, miała duży I wojna światowa. W ostatnim zbiorze opowiadań Cankara Podobe iz sanj (Obrazy senne), które również ukazały się w 1920 r. jest zauważalny wpływ symbolistycznego ekspresjonizmu. W literackim rozwoju Cankar przechodził przez różne fazy. Na początku był dekadentem później symbolistą, a na koniec opowiadał się za sztuką tendencyjną. Przez cały czas konsekwentnie zmierzał do jednego celu – aby literatura słoweńska wyraziła w sposób pełny i swobodny dążenia człowieka i narodu; aby była wyraźnie słoweńska i służyła budowie nowego i szczęśliwego ustroju społecznego. Największa siła Cankara przejawia się w sposobie w jaki potrafił wyrazić swój świat. Na cześć Ivana Cankara jego imieniem został nazwany Dom Kultury Cankara (Cankarjev dom) w Lublanie i Vrhnice. Liczne ulice także noszą jego imię, jak również część lublańskiej góry jest nazwana od jego imienia. Jego podobizna znajdowała się także na banknocie o nominale 10.000 słoweńskich tolarów.

## Dzieła

### Poezja
- Erotika (1899[5], 2 wydanie – 1902)

### Proza
- Vinjete[6] (tom szkiców[7], 1899[6])
- Knjiga za lahkomiselne ljudi (nowele, 1901)
- Tujci[8] (powieść, 1901)
- Na klancu (powieść, 1902)
- Ob zori (nowele, 1903)
- Življenje in smrt Petra Novljana (powieść, 1903)
- Gospa Judit (powieść, 1904)
- Hiša Marije pomočnice (powieść, 1904)
- Križ na gori (powieść, 1904)
- Potepuh Marko in kralj Matjaž (powieść, 1905)
- V mesečini (nowele, 1905)
- Martin Kačur (powieść, 1906)
- Nina (powieść, 1906)
- Smrt in pogreb Jakoba Nesreče (powieść, 1906)
- Aleš iz Razora (powieść, 1907)
- Hlapec Jernej in njegova pravica (powieść, 1907)
- Novo življenje (powieść, 1908)
- Zgodbe iz doline šentflorjanske (1908)
- Kurent (powieść, 1909)
- Sosed Luka (nowela, 1909)
- Za križem (nowele, 1909)
- Troje povesti (powieści, 1911)
- Volja in moč (nowele, 1911)
- Milan in Milena (powieść, 1913)
- Podobe iz sanj (opowiadania, 1920)
- Mimo življenja (nowele, 1920)
- Moje življenje (opowiadania, 1920)
- Grešnik Lenart[9] (powieść, 1921)

### Dramaty
- Romantične duše[10] (dramat, 1879*, 1922**)
- Jakob Ruda (dramat, 1900)
- Za narodov blagor (dramat, 1900, 1901)
- Kralj na Betajnovi (dramat, 1901, 1902)
- Pohujšanje v dolini šentflorjanski (dramat, 1907)
- Hlapci (dramat, 1909, 1910)
- Lepa Vida (dramat, 1911[2])

* – rok powstania
** – rok pierwszego wydania

### Eseje
- Krpanova kobila (esej, 1907)
- Bela krizantema (esej, 1910)

## Dzieła przetłumaczone na język polski
- Widok z pudełka i inne opowiadania. Kraków: Wydawnictwo literackie, 1981. ISBN 83-08-00586-1.
- Nowele. Z przedmowa Vojeslava Molè, przełożyła Ela Mole. Warszawa, 1931.
- Kasztan osobliwego gatunku. (Wybor utworów.); Warszawa: Czytelnik, 1959.